# Дом М. В. Медведева
Дом М. В. Медведева — памятник градостроительства и архитектуры в историческом центре Нижнего Новгорода. Построен в 1843—1844 годах. Автор проекта — первый городской архитектор Нижнего Новгорода  Г. И. Кизеветтер. 
Историческое здание — объект культурного наследия Российской Федерации. 

## История
8 апреля 1840 года отставной унтер-офицер И. М. Телехов, не имея денег на строительство собственного дома, продал свой незастроенный участок на Нижне-Окской набережной возле усадьбы Кубаревых купцу третьей гильдии Михаилу Васильевичу Медведеву, который обратился с предложением разработки проекта двухэтажного каменного доходного дома к архитектору Г. И. Кизеветтеру. Если ранее план-фасады выполняли помощники архитектора, то к этому времени они все покинули чрезмерно корыстного архитектора. С 1840-х годов проекты стали исполняться упрощённо и лишь мастерская акварельная раскраска самим Кизеветтером делала их привлекательными. 
Таким был и проект дома Медведева, представленный в Нижегородскую Строительную комиссию 13 мая 1843 года, а 2 июля утверждённый в Петергофе лично императором Николаем I. На фасаде выделялась, сводчатым въездом во двор с двухстворчатыми воротами и двойным окном второго этажа, центральная ось. Дом ставился по набережной единым фасадом, поэтому от соседних строений отгораживался глухими брандмауэрными стенами. 
Осенью 1843 года состоялась закладка фундаментов и к исходу строительного сезона 1844 года дом был в целом отделан. Изначальная архитектура, за исключением входов в лавки первого этажа, сохранилась до наших дней.      